# Antônio Vilas Boas
Antônio Vilas-Boas (trong nhiều tài liệu tiếng Anh viết sai thành "Villas-Boas") (1934–1991) là một nông dân Brasil (sau này là một luật sư) từng tuyên bố mình bị người ngoài hành tinh bắt cóc vào năm 1957. Mặc dù những câu chuyện tương tự như vậy được lưu hành trong nhiều năm trước đây, lời tuyên bố của Vilas Boas là một trong số những câu chuyện bị người ngoài hành tinh bắt cóc đầu tiên nhận được sự chú ý rộng rãi từ dư luận. Một số người hoài nghi ngày nay xem xét câu chuyện bắt cóc này chẳng khác nào một trò lừa bịp, dù Antonio không ít lần đã thề rằng câu chuyện anh gặp UFO là sự thật trong suốt phần đời còn lại.

## Câu chuyện của Vilas-Boas
Tại thời điểm xảy ra vụ bắt cóc, Antônio Vilas-Boas là một nông dân 23 tuổi người Brasil đang làm việc trên cánh đồng vào ban đêm để tránh nhiệt độ nóng nhất trong ngày. Ngày 16 tháng 10 năm 1957, trong lúc anh đang cày ruộng gần São Francisco de Sales thì đột nhiên nhìn thấy thứ mà anh mô tả như một "ngôi sao màu đỏ" trên bầu trời đêm. Theo lời anh kể lại, "ngôi sao" này tiến về phía anh và kích thước của nó tăng dần cho tới khi hiện rõ nét một chiếc phi thuyền hình oval, với thứ ánh sáng màu đỏ ở phía trước và một vật thể đang xoay ở phía trên. Vật thể bay này đáp xuống cánh đồng, dang ba cánh "chân" ra cùng một lúc. Ngay lập tức, Boas quyết định bỏ chạy khỏi hiện trường.
Theo lời Boas, ban đầu anh định nhảy vào máy kéo nhưng nó không hoạt động, anh đành phải nhảy ra ngoài và chạy thục mạng. Được nửa đoạn đường thì anh bị những sinh vật lạ giống người cao 1.5 m (5 foot) đội mũ bảo hiểm màu xanh và đeo yếm màu xám tóm lấy. Đôi mắt của họ trông khá nhỏ và có màu xanh, giọng nói nghe y như tiếng chó sủa. Không biết những người từ trên trời đi xuống này muốn gì. Do đó, anh chuẩn bị tinh thần để sẵn sàng đối phó. Tuy nhiên, những người này đông hơn và có sức mạnh kinh hồn, họ kéo Boas đang trong trạng thái hoảng loạn vào phi thuyền của mình. 
Ở trên tàu, Boas nói rằng anh bị những sinh vật ngoài hành tinh lột hết quần áo và bôi lên người một loại gel lạ. Sau đó anh được dẫn vào một căn phòng hình bán nguyệt lớn, qua một ô cửa có những biểu tượng màu đỏ kỳ lạ được viết trên đó. (Boas tuyên bố rằng anh có thể nhớ được các biểu tượng này và sau đó chép lại cho các nhà điều tra xem.) Trong căn phòng này những sinh vật ngoài hành tinh buột chặt anh lên trên một chiếc bàn bằng kim loại và bắt đầu tiến hành việc lấy mẫu máu từ cằm của Boas. Dường như họ hài lòng vì đã tìm thấy một đối tượng khỏe mạnh. Rồi họ đưa Boas đến một căn phòng thứ ba, tiêm một chất gì đó vào người rồi tất cả bỏ đi hết và để anh ở lại một mình trong khoảng nửa giờ. Suốt trong thời gian đó, một số loại khí gas được bơm vào phòng, khiến Boas trở nên ốm nặng.
Một lúc sau, cánh cửa mở ra và anh thấy một sinh vật nữ rất đẹp, hoàn toàn khỏa thân bước vào. Cô ta có cùng chiều cao tương tự những sinh vật ngoài hành tinh mà anh đã gặp phải, với cái cằm nhỏ nhọn hoắc cùng đôi mắt mèo lớn màu xanh. Mái tóc dài màu trắng (hơi giống màu vàng bạch kim) nhưng nách và lông mu có màu đỏ tươi. Boas cho biết anh bị cuốn hút mạnh trước vẻ đẹp tuyệt trần của người phụ nữ đó, và cả hai liền quan hệ tình dục mà không nói một lời nào. Trong quá trình làm tình, Boas lưu ý rằng cô ta không hôn anh mà thay vào đó chỉ vuốt lấy cằm thôi.
Khi kết thúc, người phụ nữ mỉm cười với Boas, xoa xoa vào bụng của mình và chỉ tay lên trên bầu trời. Boas hiểu rằng cô ta sẽ nuôi nấng đứa con của họ trên vũ trụ. Sinh vật nữ dường như yên tâm rằng "nhiệm vụ" của họ đã kết thúc, và Boas cho hay bản thân anh cảm thấy tức giận vì những sinh vật ngoài hành tinh này coi mình chẳng khác nào một "con ngựa giống tốt" dành cho họ.
Tiếp đến anh được họ trả lại quần áo và đưa về Trái Đất. Trong suốt chuyến đi, anh cố gắng lấy thứ gì đó trông giống như một cái đồng hồ để làm bằng chứng về cuộc gặp gỡ này, nhưng không thể vì bị họ ngăn cản. Sau đó những người ngoài hành tinh đưa anh ra khỏi tàu và khởi động phi thuyền bay lên, phát sáng rực rỡ. Khi Boas trở về nhà, anh phát hiện thấy bốn giờ đã trôi qua.
Sau cuộc đương đầu kỳ thú này, Antonio Vilas Boas bắt đầu tỏ ra ham học, ham hiểu biết. Một năm sau đó, anh thi đậu vào khoa Luật của trường đại học địa phương, tốt nghiệp loại giỏi và trở thành một luật sư tài năng, lập gia đình và có bốn người con. Anh bị dính chặt vào câu chuyện về vụ bắt cóc đầy khả nghi này trong suốt đời mình. Mặc dù một số nguồn tin cho biết anh mất vào năm 1992, nhưng thực ra thì Boas qua đời vào ngày 17 tháng 11 năm 1991.

## Điều tra
Sau sự kiện đầy khả nghi này, Boas xác nhận mình hay bị buồn nôn và ốm yếu khắp người, cũng như cơn đau đầu và một vết bầm tím xuất hiện trên da. Cuối cùng, anh đành liên lạc với nhà báo Jose Martins dựa trên mẫu quảng cáo trên một tờ báo nhằm tìm kiếm những người có trải nghiệm với UFO. Khi nghe câu chuyện của Boas, Martins đã liên hệ với Bác sĩ Olavo Fontes của Trường Y khoa Quốc gia Brasil; Fontes cũng có tiếp xúc với nhóm nghiên cứu UFO Mỹ APRO. Fontes đã tiến hành kiểm tra người nông dân này và đưa ra kết luận là ông phát hiện trong người anh ta có một liều lượng lớn bức xạ từ một vài nguồn và hiện giờ mắc bệnh bức xạ nhẹ. Writer Terry Melanson nói:
Trong số các triệu chứng [của Boas] này gồm có đau khắp cơ thể, buồn nôn, đau đầu, biếng ăn, liên tiếp có cảm giác nóng như lửa đốt trong mắt, da bị tổn thương và có vết đốt...vốn đã từng xuất hiện trong nhiều tháng trời, trông giống như nốt đỏ nhỏ, cứng hơn hơn so với vùng da xung quanh và lồi lên, đau đớn mỗi khi chạm vào, từng cái có một cái lỗ nhỏ chính giữa tiết ra bọng nước mỏng màu vàng.' Chỗ da xung quanh vết thương hiện ra 'vùng màu tím nhuốm đầy nhiễm sắc thể.'
Theo nhà nghiên cứu Researcher Peter Rogerson, câu chuyện này lần đầu tiên được đưa ra ánh sáng là vào tháng 2 năm 1958, và những mẫu tin xác minh sớm nhất liên quan đến câu chuyện của Boas nằm trong số ra tháng 4–6 năm 1962 từ bản tin định kỳ UFO của Brasil tên gọi SBESDV Bulletin. Rogerson lưu ý rằng câu chuyện này hẳn là đã được lưu hành từ năm 1958 đến 1962, và có lẽ đã được ghi lại trong báo in, riêng những chi tiết thì không chắc chắn.
Boas có thể nhớ lại từng chi tiết trong quá trình trải nghiệm có mục đích của mình mà không cần dùng đến phương pháp trị liệu thôi miên hồi quy. Ngoài ra, việc trải nghiệm của Boas đã xảy ra vào năm 1957, một vài năm trước cả vụ bắt cóc Betty và Barney Hill tạo nên khái niệm về vụ bắt cóc nổi tiếng của người ngoài hành tinh và mở cửa cho nhiều báo cáo khác về những trải nghiệm tương tự.
Tuy vậy, nhà nghiên cứu Peter Rogerson vẫn nghi ngờ tính xác thực trong câu chuyện của Boas. Ông lưu ý rằng vài tháng trước khi Boas lần đầu tiên cho công bố vụ bắt cóc này, một câu chuyện tương tự đã được in trong số báo tháng 11 năm 1957 của tờ O Cruzeiro, và gợi ý rằng Boas đã vay mượn những chi tiết từ chuyện kể này, cùng các yếu tố trong các câu chuyện về sự tiếp xúc người ngoài hành tinh của George Adamski. Rogerson còn lập luận như sau:
Một lý do tại sao câu chuyện [Boas] này lấy được sự tín nhiệm là vì sự nhận định đầy thành kiến rằng bất kỳ tên nông dân nào trong tầng lớp thấp hèn của Brasil đều là một gã nông dân thất học thì 'không thể đựng lên câu chuyện này'. Khi Eddie Bullard chỉ cho tôi thấy, trên thực tế là gia đình Vilas Boas sở hữu một chiếc máy kéo đã xếp họ ở vị thế cao hơn tầng lớp nông dân... Chúng ta biết rằng AVB là một người đàn ông trẻ tuổi kiên cường có chí hướng, đang theo học một khóa hàm thụ (học từ xa bằng cách nhận bài và làm bài qua đường bưu điện) để cuối cùng trở thành một luật sư (cho dù tin tức thế nào thì giới UFO học đã coi ông là một kẻ quá quê mùa để có thể dựng lên câu chuyện này, bây giờ thì biện minh rằng ông ta đã quá được nể trọng và quá tư sản thì không thể nào làm vậy).